# 23andMe
23andMe是位于美国加利福尼亚州山景城的一家基因技术公司，其名称源于人类的23对染色体。23andMe推出的基于唾液的个人基因组检测曾被《时代》杂志评为2008年的年度发明。
2013年，在美国食品药品监督管理局（FDA）要求下，23andMe曾暂停提供健康相关的检测报告，而只提供溯源基因检测报告。2015年10月，在获得FDA认可后，23andMe开始重新提供健康报告。
自2014年起，23andMe在加拿大与英国销售个人基因检测服务。
2025年，23andMe宣布破产，CEO安妮·沃西基辞职。